# News (Apple)
Apple News è un'applicazione sviluppata da Apple Inc. per i sistemi operativi iOS e iPadOS. L'utente può leggere articoli di giornale pubblicati da varie testate giornalistiche, come The New York Times. L'applicazione è stata annunciata alla WWDC del 2015 di Apple. È stata pubblicata insieme a iOS 9 il 16 settembre 2015 per iPhone, iPad e iPod touch.
Durante la pubblicazione dei risultati fiscali Apple dell'ultimo trimestre del 2015, l'azienda ha annunciato che l'applicazione News ha raggiunto oltre 40 milioni di utenti da quando è stata lanciata a settembre.
Con iOS 9.2, l'applicazione viene aggiornata, aggiungendo la pagina Top Stories, che raduna le notizie più importanti della giornata.

## Disponibilità
Al suo lancio, l'applicazione era disponibile solo per gli Stati Uniti. Il 21 ottobre del 2015, con iOS 9.1, News è stato reso disponibile anche in Australia e Regno Unito. Dal 2019 Apple News+ è disponibile anche in Canada. 
In Italia non è disponibile un'applicazione vera e propria, ma è presente un widget per il Centro notifiche che raccoglie le notizie principali della giornata.